# Óvalo Aguascalientes México
El Óvalo Aguascalientes México es una pista de carreras de autos en Aguascalientes, México. La pista fue inaugurada en 2009. La pista tiene una capacidad para 35.000 personas.
Es el óvalo más rápido de México. El récord de vuelta de calificación lo estableció Rubén García Jr. en mayo de 2013 con un tiempo de vuelta de 23,596 segundos, a una velocidad promedio de 133,497 mph.

## Trazado
La longitud de esta pista es de 1,408 km con un peralte de 16°. En 2011 se inauguró un autódromo de 2,3 km.

## Resultados

### NASCAR México Series
El óvalo ha sido sede de eventos de la NASCAR México Series desde 2009.
| Temporada | Fecha            | Ganador              |
| --------- | ---------------- | -------------------- |
| 2009      | 12 de abril      | Germán Quiroga       |
| 2009      | 12 de noviembre  | Rogelio López        |
| 2010      | 21 de mayo       | Rafael Martínez      |
| 2010      | 21 de noviembre  | Jorge Goeters        |
| 2011      | 1 de mayo        | Rogelio López        |
| 2011      | 6 de noviembre   | Germán Quiroga       |
| 2012      | 17 de junio      | Antonio Pérez        |
| 2012      | 26 de agosto     | Rubén Rovelo         |
| 2013      | 26 de mayo       | Rubén García Jr.     |
| 2013      | 13 de octubre    | Rodrigo Peralta      |
| 2014      | 19 de julio      | Rubén Rovelo         |
| 2014      | 4 de octubre     | Daniel Suárez        |
| 2015      | 14 de junio      | Santiago Tovar       |
| 2015      | 18 de octubre    | Rogelio López        |
| 2017      | 16 de julio      | Abraham Calderón     |
| 2018      | 21 de octubre    | Abraham Calderón     |
| 2021      | 1 de agosto      | Rubén García Jr.     |
| 2021      | 10 de octubre    | Rubén García Jr.     |
| 2022      | 25 de septiembre | Rubén García Jr.     |
| 2023      | 11 de junio      | Salvador de Alba Jr. |
| 2023      | 10 de septiembre | Julio Rejón          |
| 2024      | 9 de junio       | Andrés Pérez de Lara |
| 2024      | 1 de septiembre  | Xavi Razo            |
| 2025      | 18 de mayo       |                      |
| 2025      | 19 de octubre    |                      |

### Campeonato NACAM de Fórmula 4
| Temporada | Fecha           | Ganador              |
| --------- | --------------- | -------------------- |
| 2016      | 30 de enero     | Axel Matus           |
| 2016      | 31 de enero     | Axel Matus           |
| 2016      | 31 de enero     | Axel Matus           |
| 2018      | 17 de marzo     | Igor Fraga           |
| 2018      | 18 de marzo     | Igor Fraga           |
| 2018      | 18 de marzo     | Moisés de la Vara    |
| 2019      | 18 de mayo      | Manuel Sulaimán      |
| 2019      | 19 de mayo      | Emiliano Richards    |
| 2019      | 19 de mayo      | Manuel Sulaimán      |
| 2019      | 14 de diciembre | Andrés Pérez de Lara |
| 2019      | 15 de diciembre | Andrés Pérez de Lara |
| 2019      | 15 de diciembre | Noel León            |